# De Bielkeske Legater
De Bielkeske Legater er et legat for værdigt trængende kvinder og lovende unge kunstnere; oprettet sidst i 1800-tallet af den adelige frøken Julie Bielke, den sidste kvindelige arving i den danske Bielke-slægt.
Legaterne er kendt i Danmark i egenskab af mange danske kunstnere har siden sidst i 1800-tallet frem til i dag fået tildelt legatet.
Julie Bielke som stifteren af Legaterne er blevet beskrevet i arkivaren Johanne Skovgaards biografiske bog i 1915, »Stiftsdame, frøken Julie Bielke, stifterinde af de Bielkeske legater« som blev genudgivet i 2010 under den forkortede titel "Stiftsdame, frøken Julie Bielke" med ISBN 9781172517671.

## Legatets historie
I 1812, ifølge gehejmeråd Johan Rudolph Bielkes testamente, oprettedes af hans formue den såkaldte "Rudolph Bielkeske Fidei Commis", der efter hans død skulle tildeles Rudolphs 2 nevøer, kommandøren Johan Christian August Bielke, og hofmarskal af Weimer, Frederik Bielke - og efter deres død, deres ældste sønner. Gehejmråd Johan Rudolph døde i 1813 og hans testamentebevilling blev bekræftet i 1814. Johan Christian August og Frederik døde i henholdsvis 1846 og 1850, og deres sønner døde ugifte eller uden arvinger i løbet af 1850-60-erne, hvor dr. phil. Carl Frederik Bielke som den sidste mandlige arving døde i Jena den 17. juni 1869. Efter et forlig i 1869, tilfaldt halvdelen af Formuekapitalen nu Julie Bielke, den eneste datter af Johan Christian August, og den anden halvdel Frederiks Bielkes ældste datter, Helene Bielke, gift med gehejmregeringsråd Salviati i Berlin. Da Julie Bielke forblev ugift til sin død i 1889, brugte hun sin halvdel af familieformuen til at stifte De Bielkeske Legater og fonden dertil. Renterne af den Bielkeske formues hovedkapital bruges den dag i dag til at uddele legaterne.

## Praktiske oplysninger
De Bielkiske Legater var i starten opdelt i tre slags støtte af Julie Bielke:
1. Støtte til uformuende, ældre, trængende døtre af afdøde kongelige embedsmænd, fortrinsvis søofficerer.
2. Støtte til uformuende, ældre trængende svagelige tjenestepiger.
3. Støtte til unge lovende kunstnere.

For støttekategori 1) og 2) er det stadig en betingelse, at ansøgeren ikke har været gift.
For støttekategori 3) er det stadig en betingelse, at kunstneren er under 35 år og legatet bruges til uddannelsesforløb eller studierejse.
Da i dagens Danmark er forholdet mellem adelige og tjenestepiger anderledes end på Julie Bielkes tid, uddeles legatet nu til værdigt trængende ældre frøkner uden formue og til ældre kvinder, der på grund af alder eller sygdom ikke længere er i stand til at arbejde; samt til unge, lovende malere, billedhuggere, kunsthåndværkere eller arkitekter under 35 år til videreuddannelse i deres fag, herunder også studierejser.
Legaterne uddeles en gang om året i december. Ansøgningsfristen er typisk medio november. Legaternes sum for støtte 1 til frøkener er på 4000 kroner, støtte2 til tjenestepiger er på 2000 danske kroner og støtten til unge lovende kunstnere er 5 legater à cirka 3-4000 kroner hver.